# Tělocvičné nářadí

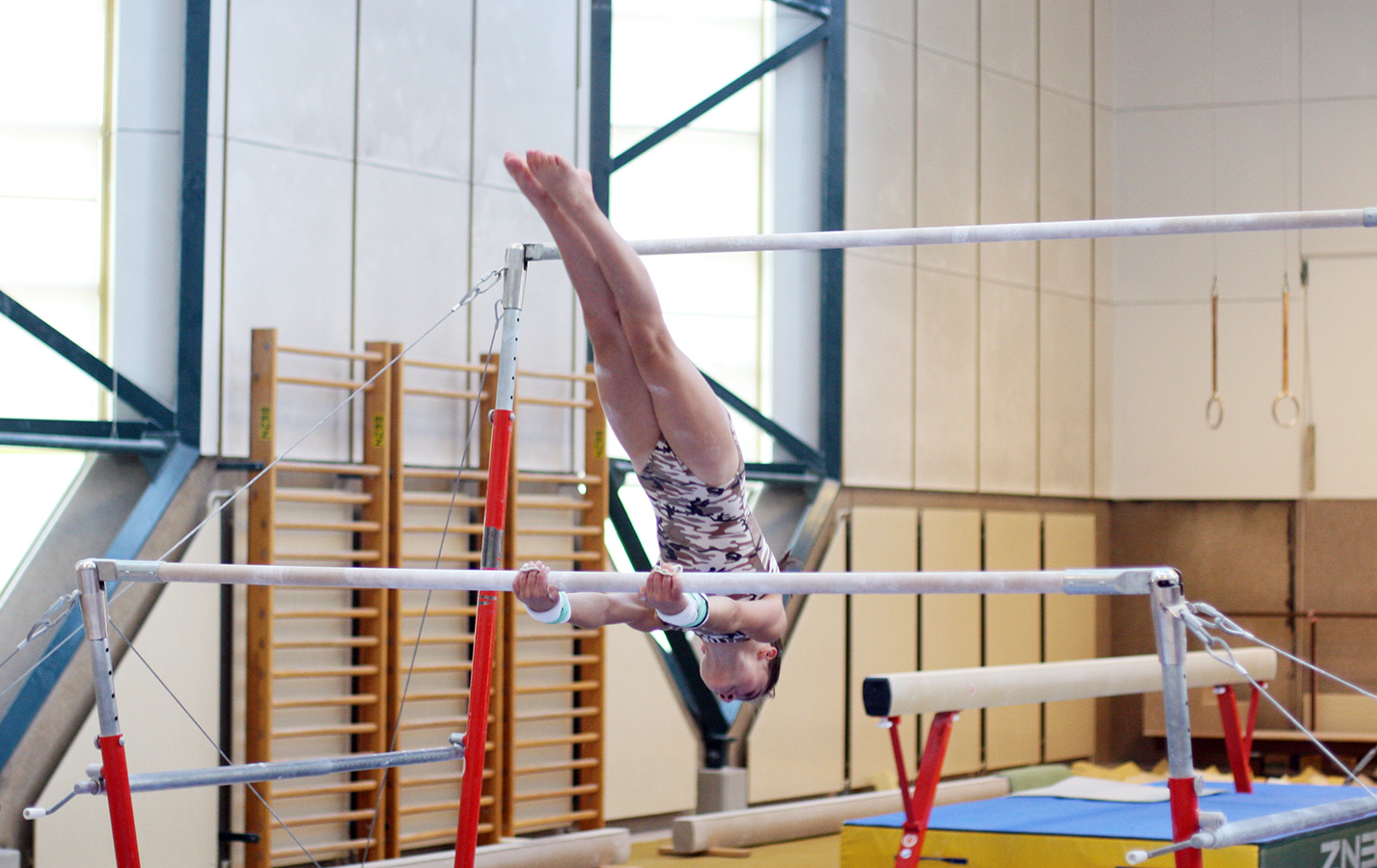
Nářadí v tělocvičně

Tělocvičné nářadí je sportovní doplňkové vybavení zejména školních tělocvičen.
Jeho parametry jsou určeny technickými normami.

## Druhy tělocvičných nářadí

### Lavička
Vymyslel ji Pehr Henrik Ling ze Švédska počátkem 19. století, i proto bývá známa jako "švédská lavička". Její horní deska je 360 cm dlouhá, široká 28 cm a silná 3 cm. Výška je zpravidla 35 cm. Na spodní části bývá kladinka. Vyrábí se lavičky i jiných rozměrů a s háky na konci.

### Tělocvičná bedna
Vymyslel ji Švéd Rethein (proto švédská bedna) v roce 1851. Vyrábí se řada druhů těchto beden. Typická se skládá z šesti dílů a víka potaženého kůží, Tvar bedny je komolý jehlan, celková výška je 106 cm, váha 57 kg.

### Žebřiny
Říká se jim také ribstoly (ze švédského "ribbstol"). Autorem byl opět Pehr Henrik Ling. Bývají připevněny ke stěně tělocvičny, jsou 3 metry vysoké o šíři 100 až 110 cm, opatřené bočnicemi a řadou zpravidla 18 ks příček.

### Žebříky
Mechanický žebřík bývá v některých tělocvičnách. Je upevněn v konstrukci na stěně, má posuvný vozík, podstavec a můstek pro skoky. Je dlouhý 5 metrů, opatřený řadou příček.

### Průlezky
I ty jsou jen v některých tělocvičnách. Jsou to několikadílné žebříky o šíři 2 metry, dlouhé 5 metrů, s možností zavěšení nejméně 1 metr od stěny.

### Šplhadla
Běžné zařízení všech tělocvičen. Jeho hlavní částí je jedno či více lan či tyčí určených ke šplhu.

### Tělocvičný kůň
Vyvinul se z maket používaných od 16. století v rytířských akademiích pro voltiž, cvičení na živých koních. Koně na cvičení se vyrábí v různých variantách, jsou jiné pro školní cvičení a jiné pro závody v gymnastice. Mívají nastavitelnou výši noh a některé i madla.

### Koza tělocvičná
Vynalezl ji E. W. Eiselen v 19. století. Je to přenosné nářadí používané v tělocvičně, pro děti bývá vysoké 60 až 115 cm, má čtyři nohy, horní část je potažená kůží či koženkou.

### Bradla
Stala se součástí turnerských cvičení v 19. století. Mají dvě bočnice – žerdě, stejně či různě vysoké. Výška bývá nastavitelná.

### Hrazda
Vymyšlena jsou od počátku 19. století. Hrazdová tyč (žerď) má průměr 2,8 cm, je dlouhá 240 cm, výška je nastavitelná.

### Kruhy
Vymyšlené byly již ve starověkém Římě. Nové mají navíjecí mechanismus pro spouštění kruhů s popruhy a vyrábí se s různými rozměry.

### Kladina

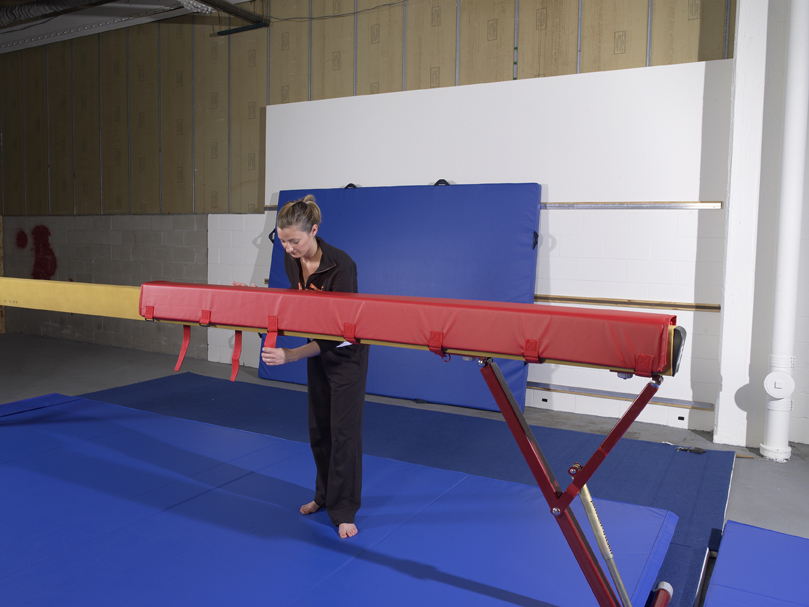
Úprava kladiny

Využívána byla v turnerských cvičeních (Schwebebaun). Je to břevno nastavitelné do různé výšky na zemí. Horní šířka, po které se chodí, je široká 10 cm.

### Trampolína
Vyrábí se o různých tvarech a rozměrech. V tělocvičnách je dimenzována pro jednoho cvičence. Odraziště má rozměry 150 x 350 cm.

### Žíněnky
Vyrábí se v různých velikostech i z různých materiálů. Silnějším se říká duchny.